# Muntanya Mística

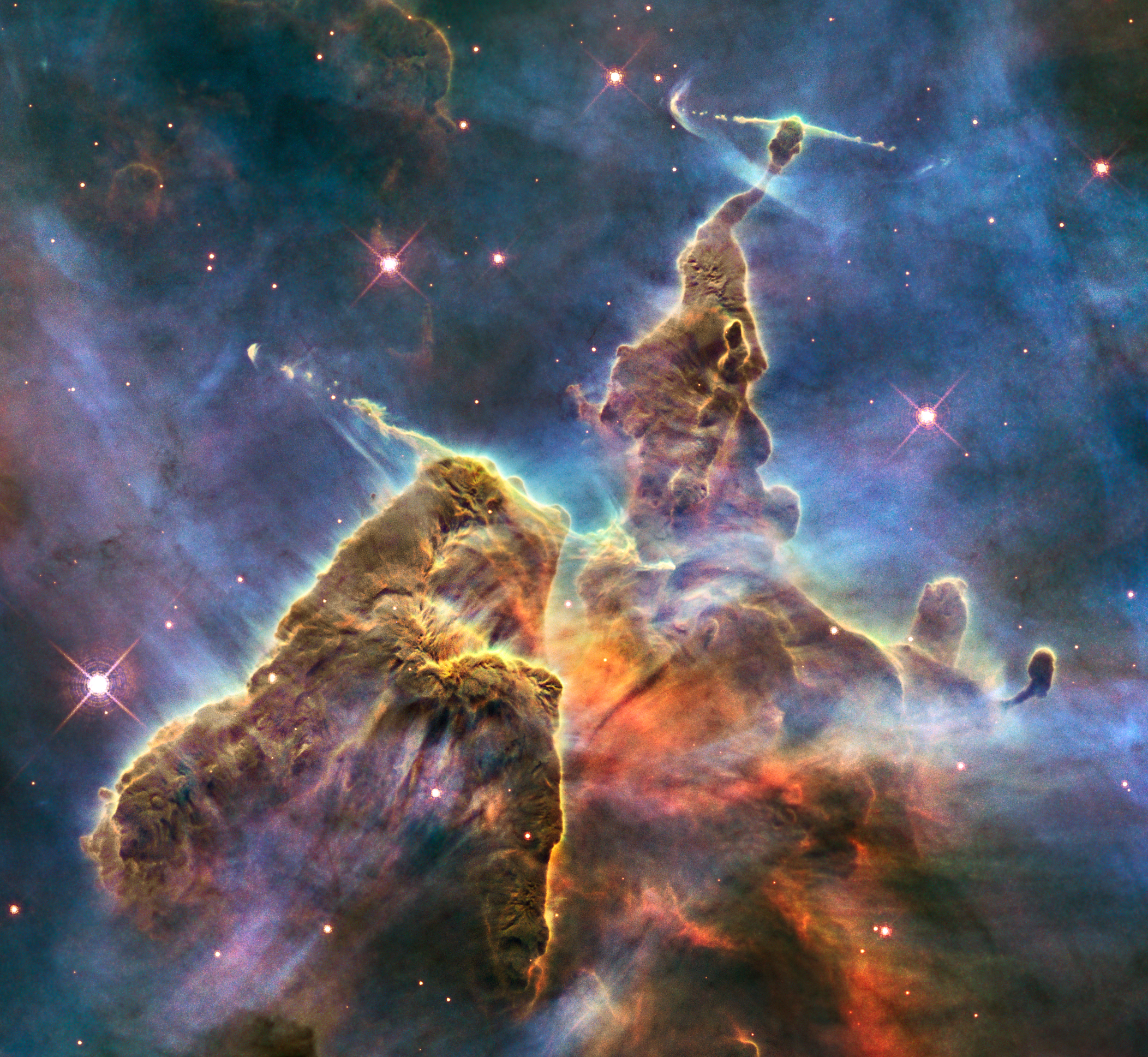
La Muntanya Mística fotografiada pel Hubble.

La Muntanya Mística és una regió a la Nebulosa de la Quilla fotografiada pel Telescopi Espacial Hubble. L'objecte fou capturat per la nova Cámara de Gran Angular 3, tot i que la regió ja va ser vista per un telescopi de la generació anterior. La nebulosa s'ubica a aproximadament 7.500 anys llum de la Terra. Els pilars fan uns tres anys llum d'alçada. Hom creu que els gasos de la Muntanya Mística són formats per estrelles en formació que flueixen de les muntanyes superiors.